# Steve Byers
Steve Byers (Scarborough, Ontario, 31 de diciembre de 1979) es un actor de canadiense, conocido por sus papeles en Falcon Beach y Slasher.

## Primeros años
Byers nació en Scarborough, actualmente un distrito de la ciudad de Toronto, el 31 de diciembre de 1979. Por razones profesionales, su perfil de actor generalmente indica su fecha de nacimiento cinco años después (1979). Se graduó en 1993 a la edad de 19 años con el máximo premio a la Excelencia en Drama del programa de Artes en Unionville High School e inscrito en el University of Western Ontario película Program.

## Carrera
Entre los primeros papeles profesionales de Byers se encuentran los papeles de invitados en La Femme Nikita y A Simple Wish. Se mudó a Vancouver y tomó un papel recurrente en la serie de comedia de MTV 2gether, luego Byers regresó a su ciudad natal de Toronto para aparecer con Rachel McAdams en MTV's  Muñecas del amor de escopeta . Desde entonces, Byers ha trabajado en muchas series de televisión, incluidas Kevin Hill, Glory Days y The Dresden Files. Uno de los papeles más notables de Byers es Jason Tanner en el programa de televisión "Falcon Beach". Byers apareció en "Left for Dead" con Danielle Harris y en la película "El secreto de mi hija".
En enero de 2009 actuó en el drama de corta duración de CBC Wild Roses como Will McGregor. Apareció como estrella invitada en el octavo, decimocuarto y último episodio de la décima y última temporada de Smallville, interpretando a Desaad, uno de los secuaces de Darkseid. Interpretó a Hércules en la épica de fantasía de Tarsem Singh Immortals. También apareció en la serie de Lifetime Against The Wall como el oficial Steve Kowalski y en Alphas como John Bennett. Tuvo un papel principal en Catch a Christmas Star, una película de Hallmark de 2013 y un papel secundario en Gridlocked. En 2016, Byers fue elegido para el papel principal de Cam Henry en la serie de televisión Slasher.

## Vida personal
Byers está casado con la actriz Jennifer Steede y tiene dos hijos. Byers proviene de origen irlandés.

## Filmografía

### Películas
| Año  | Título                     | Papel           | Notas                                           |
| ---- | -------------------------- | --------------- | ----------------------------------------------- |
| 2019 | Goalie                     | Gordie Howe     |                                                 |
| 2017 | Deadly Secrets by the Lake | Hayden Blake    |                                                 |
| 2017 | Flatliners                 | Marlo's Brother |                                                 |
| 2015 | Gridlocked                 | Scott Calloway  |                                                 |
| 2013 | Catch a Christmas Star     | Chris Marshall  | Película de televisión                          |
| 2011 | Immortals                  | Hércules        |                                                 |
| 2007 | Left for Dead              | Tommy St. Clair |                                                 |
| 2002 | Carrie                     | Roy Evarts      | Película de televisión                          |
| 2002 | Heart of America           | Jeff            |                                                 |
| 2001 | Lucky Girl                 | Brent           | También conocido como My Daughter's Secret Life |
| 1997 | A Simple Wish              |                 | También conocido como The Fairy Godmother       |

### Televisión
| Año       | Título                        | Papel                         | Notas                  |
| --------- | ----------------------------- | ----------------------------- | ---------------------- |
| 2023      | Slasher: Ripper               | Andrew May Jr.                | 8 episodios            |
| 2018      | Shadowhunters                 | Underhill                     | 7 episodios            |
| 2017      | La navidad que cambió mi vida | Mitch                         | Película de televisión |
| 2017      | Reign                         | Archduke Ferdinand of Austria | 5 episodios            |
| 2016      | Slasher: The Executioner      | Cam Henry                     | 8 episodios            |
| 2015-2016 | The Man in the High Castle    | Lawrence Klemm                | 8 episodios            |
| 2012      | Alphas                        | John Bennett                  | 7 episodios            |
| 2012      | The L.A. Complex              | Gary Sanders                  | 5 episodios            |
| 2011      | Against the Wall              | Officer Steve Kowalski        | 10 episodios           |
| 2010-2011 | Smallville                    | Desaad                        | 3 episodios            |
| 2009      | Wild Roses                    | Will McGregor                 | 13 episodios           |
| 2006-2007 | Falcon Beach                  | Jason Tanner                  | 26 episodios           |

### Videojuegos
| Año  | Título                               | Papel             | Notas                       |  |
| ---- | ------------------------------------ | ----------------- | --------------------------- |  |
| 2019 | The Division 2                       | Manny Ortega      |                             |  |
| 2019 | Far Cry New Dawn                     | Nick Rye          |                             |  |
| 2018 | Far Cry 5: Lost on Mars              | Nick Rye          |                             |  |
| 2018 | Far Cry 5                            | Nick Rye          | Captura de voz y movimiento |  |
| 2017 | Ghost Recon: Wildlands               | "Nomad"           |                             |  |
| 2016 | The Division                         | Voces adicionales |                             |  |
| 2015 | Assassin's Creed: Unity - Dead Kings | Raider 5 (voz)    | Raider 5                    |  |

## Premios y nominaciones
| Año  | Premio                 | Categoría                                                                              | Trabajo       | Resultado | Ref.   |
| ---- | ---------------------- | -------------------------------------------------------------------------------------- | ------------- | --------- | ------ |
| 2017 | Canadian Screen Awards | Mejor actuación de un actor en un papel principal en un programa dramático o miniserie | Slasher       | Nominado  | [ 10 ] |
| 2018 | TV Scoop Award         | Mejor estrella invitada                                                                | Shadowhunters | Nominado  |        |